# Wilhelm Friedrich von Redern
Graaf Wilhelm Friedrich von Redern (Berlijn, 9 december 1802 – aldaar, 5 november 1883) was een Pruisisch kolonel-penningmeester, generaal-intendant voor toneel en muziek, componist, rechtsgeleerde en politicus. Hij was een van de belangrijkste personen in het culturele leven van Berlijn van 1830 tot 1840 en als intimus van drie Pruisische koningen 50 jaar lang een invloedrijke persoon aan het hof.

## Levensloop

### Jeugd en opleiding
Als afstammeling van een oude adellijke familie werd hij geboren als oudste zoon van de koninklijke kamerheer (en hofmaarschalk bij prins Frederik Hendrik Lodewijk van Pruisen) graaf Wilhelm Jakob Moritz von Redern en gravin Wilhelmine Florentine Dorothea von Otterstädt. Hij studeerde rechtsgeleerdheid en werd in 1823 ambtenaar van Pruisen. Al twee jaar later werd hij door kroonprins Frederik Willem IV van Pruisen, elegant edelman en hoogopgeleid estheet, benoemd tot koninklijke kamerheer voor zijn echtgenote, kroonprinses Elisabeth Ludovika van Beieren.

### Intendant
Met zijn affiniteit voor de kunsten en als zeer begaafde musicus werd hij - ten nadele van graaf Brühl - in 1828 voorlopig en vanaf 1832 definitief generaal-intendant van het algehele koninklijke toneel. In deze functie was hij tot 1842 verantwoordelijk voor de Berlijnse Schouwburg (nu: Konzerthaus Berlin) aan de Gendarmenmarkt en voor de Koninklijke opera (nu: Staatsoper Unter den Linden). Hij was bevriend met Felix Mendelssohn Bartholdy en Giacomo Meyerbeer en goed bekend met Johann Wolfgang von Goethe, Friedrich von Schlegel en de gebroeders Alexander en Wilhelm von Humboldt. Vanaf 1842 was hij als generaal-intendant voor koning Frederik Willem IV van Pruisen verantwoordelijk voor de hofmuziek. Hij bepaalde daardoor ook de gang van zaken binnen het koninklijke hof- en kathedraalkoor en van alle militaire orkesten.

### Politicus
Redern was een invloedrijk politicus. In het verloop van de revolutie van 1848 was hij auteur van verschillende politieke geschriften. Hij kreeg een erfelijke zetel in het Pruisische herenhuis. Tot zijn dood in 1883 was hij kolonel-penningmeester aan het hof van Keizer Wilhelm I van Duitsland.

### Componist
Graaf von Redern is als componist bekend door zijn opera Christine, Königin von Schweden (1860) en vooral door zijn geslaagde militaire marsen.

## Composities

### Werken voor harmonieorkest
- 1829 Mars voor het feest van de witte ros, AM III, 29
- 1846 Geschwindmarsch AM II, 131
- 1855 Marsch, AM II, 163
- 1856 Geschwindmarsch, AM II, 165
- Im Galopp, mars van het 2e Garde-Ulanen-Regiment, HM III, 216
- Mecklenburger Präsentiermarsch

### Cantates
- Cantate, voor solisten en gemengd koor

### Opera
| Voltooid in | titel                           | aktes   | première                                              | libretto  |
| ----------- | ------------------------------- | ------- | ----------------------------------------------------- | --------- |
| 1860        | Christine, Königin von Schweden | 3 aktes | 17 januari 1860, Berlijn, Staatsoper Unter den Linden | Tempektey |

## Publicaties
- Wilhelm Friedrich von Redern / Georg Horn: Unter drei Königen. Lebenserinnerungen eines preußischen Oberkämmerers und Generalintendanten, Köln/Weimar, 2003. ISBN 3-412-17402-5